# 베르 집합
측도론에서 베르 집합(Baire集合, 영어: Baire set)은 실수 값 연속 함수들을 모두 가측 함수로 만드는 가장 엉성한 시그마 대수이다. 구체적으로, Gδ 콤팩트 집합들로 생성된다. 베르 집합들의 시그마 대수는 보렐 시그마 대수의 부분 시그마 대수이다.

## 정의
{\displaystyle K}가 콤팩트 하우스도르프 공간이라고 하자. 그렇다면, 다음 두 시그마 대수는 일치하며, 그 원소를 베르 집합이라고 한다.:197, Exercise 7.2.8(a)
- {\displaystyle K} 속의 Gδ 닫힌집합들로 생성되는 시그마 대수
- 연속 함수 공간 {\displaystyle {\mathcal {C}}^{0}(X,\mathbb {R} )}으로 생성되는 시작 시그마 대수 ({\displaystyle \mathbb {R} }에는 보렐 시그마 대수를 부여한다). 즉, 임의의 연속 함수 {\displaystyle X\to \mathbb {R} }가 가측 함수이게 하는, 가장 엉성한 시그마 대수

{\displaystyle K}의 베르 집합의 시그마 대수를 {\displaystyle \operatorname {Baire} (K)}로 표기하자.
일부 문헌에서는 이 정의를 국소 콤팩트 하우스도르프 공간에 대하여 일반화하지만, 이 경우 문헌마다 정의가 다를 수 있다.

## 성질
콤팩트 하우스도르프 공간의 베르 닫힌집합은 Gδ 집합이다.:197, Exercise 7.2.11

### 보렐 집합과의 관계
임의의 콤팩트 하우스도르프 공간 {\displaystyle K}에 대하여 다음이 성립한다.
{\displaystyle \operatorname {Baire} (K)\subseteq \operatorname {Borel} (K)}
여기서 {\displaystyle \operatorname {Borel} (K)}는 {\displaystyle K}의 보렐 시그마 대수이다. (이는 보렐 시그마 대수는 모든 Gδ 집합으로 생성되는 시그마 대수이기 때문이다.)
콤팩트 하우스도르프 공간에 대하여, 거리화 가능 공간인 것은 제2 가산 공간인 것과 동치이다. 거리화 가능 공간에서 모든 닫힌집합은 Gδ 집합이며, 이에 따라 거리화 가능 콤팩트 하우스도르프 공간에서 베르 시그마 대수는 보렐 시그마 대수와 일치한다.:197, Exercise 7.2.8(b)

### 곱공간
임의의 두 콤팩트 하우스도르프 공간 {\displaystyle X}와 {\displaystyle Y}에 대하여, 다음이 성립한다.:226, Exercise 7.6.5
{\displaystyle \operatorname {Baire} (X\times Y)=\sigma \left(\left\{S\times T\colon S\in \operatorname {Baire} (X),T\in \operatorname {Baire} (Y)\right\}\right)}

### 보렐 시그마 대수 위의 측도
콤팩트 하우스도르프 공간 {\displaystyle X} 위의 유한 부호 측도
{\displaystyle \mu \colon \operatorname {Baire} (X)\to \mathbb {R} }
들의 공간을 생각하자. 이는 노름
{\displaystyle \|\mu \|=\mu _{+}(X)+\mu _{-}(X)}
에 의하여 실수 바나흐 공간을 이룬다. 여기서
{\displaystyle \mu =\mu _{+}-\mu _{-}}
{\displaystyle \mu _{+},\mu _{-}\colon \operatorname {Borel} (X)\to [0,\infty )}
는 {\displaystyle \mu }의 조르당 분해이다. 이 바나흐 공간을 {\displaystyle \operatorname {BaireMeas} (X)}로 표기하자.
이제, 다음과 같은 범주를 생각하자.
- 콤팩트 하우스도르프 공간과 연속 함수의 범주 {\displaystyle \operatorname {CompHausTop} }
- 실수 바나흐 공간과 실수 유계 작용소의 범주 {\displaystyle \operatorname {Ban} _{\mathbb {R} }}

이 두 범주 사이에 다음과 같은 두 함자를 정의할 수 있다.
- 실수 바나흐 공간을 그 연속 쌍대 공간에 대응시키는 함자
{\displaystyle (-)^{*}\colon \operatorname {Ban} _{\mathbb {R} }^{\operatorname {op} }\to \operatorname {Ban} _{\mathbb {R} }}
{\displaystyle (-)^{*}\colon V\mapsto V^{*}}
{\displaystyle (-)^{*}\colon (V{\overset {T}{\to }}W)\mapsto (\phi \mapsto \phi \circ T)}
- 함자 {\displaystyle {\mathcal {C}}^{0}(-,\mathbb {R} )\colon \operatorname {CompHausTop} \to \operatorname {Ban} _{\mathbb {R} }^{\operatorname {op} }}는 콤팩트 하우스도르프 공간을 그 위의 실수 값 연속 함수의 실수 바나흐 공간으로 대응시킨다. (이 경우 노름은 L1 노름이다.)
{\displaystyle {\mathcal {C}}^{0}(-,\mathbb {R} )\colon X\mapsto {\mathcal {C}}^{0}(X,\mathbb {R} )}
{\displaystyle {\mathcal {C}}^{0}(-,\mathbb {R} )\colon (X{\overset {\phi }{\to }}Y)\mapsto (f\in {\mathcal {C}}^{0}(X,\mathbb {R} )\mapsto f\circ \phi )}
- 함자 {\displaystyle \operatorname {BaireMeas} \colon \operatorname {CompHausTop} \to \operatorname {Ban} _{\mathbb {R} }}는 콤팩트 하우스도르프 공간을 그 베르 시그마 대수 위의 유한 부호 측도들의 실수 바나흐 공간에 대응시킨다.
{\displaystyle \operatorname {BaireMeas} \colon X\mapsto \operatorname {BorMeas} (X)}
{\displaystyle \operatorname {BaireMeas} \colon (X{\overset {f}{\to }}Y)\mapsto (\mu \mapsto \mu \circ f^{-1})}

리스-마르코프-가쿠타니 표현 정리(Riesz-Марков-[角谷]定理, 영어: Riesz–Markov–Kakutani representation theorem)에 따르면,:198, Exercise 7.2.10 자연 동형
{\displaystyle \iota \colon \operatorname {BaireMeas} \to {\mathcal {(}}-)^{*}\circ C^{0}(-,\mathbb {R} )}
가 존재하며, 그 성분은 {\displaystyle X\in \operatorname {CompHausTop} }에 대하여 다음과 같다.
{\displaystyle \iota _{X}\colon \operatorname {BaireMeas} (X)\to \left({\mathcal {C}}^{0}(-,\mathbb {R} )\right)^{*}}
{\displaystyle \iota _{X}\colon \mu \mapsto (f\in {\mathcal {C}}^{0}(X,\mathbb {R} )\mapsto \int -Xf\,\mathrm {d} \mu )}
특히, {\displaystyle \iota _{X}}는 실수 바나흐 공간의 동형(등거리 전단사 실수 선형 변환)을 이룬다.
이 정리 때문에, 일부 문헌에서는 베르 시그마 대수 위의 유한 측도를 ‘베르 측도’라고 부르기도 한다.

## 역사
르네루이 베르의 이름을 땄다.